# Protoneura woytkowskii
Protoneura woytkowskii är en trollsländeart som beskrevs av Howard Kay Gloyd 1939. Protoneura woytkowskii ingår i släktet Protoneura och familjen Protoneuridae. Inga underarter finns listade i Catalogue of Life.